# Новый Петросу
Новый Петросу (рум. Pietrosul Nou, Петросул-Ноу) — село в Фалештском районе Молдавии. Наряду с селом Новые Фалешты входит в состав коммуны Новые Фалешты.

## География
Село расположено на высоте 110 метров над уровнем моря.

## Население
По данным переписи населения 2004 года, в селе Петросул-Ноу проживает 273 человека (139 мужчин, 134 женщины).
Этнический состав села:
| Национальность | Число жителей | Процентный состав |
| -------------- | ------------- | ----------------- |
| молдаване      | 273           | 100.0             |
| Всего          | 273           | 100%              |